# Đại Oa
Đại Oa (chữ Hán giản thể: 大洼区, âm Hán Việt: Đại Oa khu) là một quận của địa cấp thị Bàn Cẩm, tỉnh Liêu Ninh, Cộng hòa Nhân dân Trung Hoa. Quận Đại Oa có diện tích 1683 km², dân số 390.000 người. Mã số bưu chính của Đại Oa là 124200. Quận Đại Oa được chia thành 10 trấn, 4 hương và 1 hương dân tộc.
- Trấn: Đại Oa, Điền Trang Đài, Nhị Giới Câu, Điền Gia, Tân Khai, Đông Phong, Tây An, Thanh Thủy, Tân Lập, Tân Hưng.
- Hương: Triệu Khuyến Hà, Vương Gia, Đường Gia, Bình An.
- Hương dân tộc Vinh Hưng